# Barrakunda-Fälle
Barrakunda-Fälle, auch Barrakunda Falls oder Barra Kunda Falls, liegen auf der Grenze zwischen der Region Tambacounda und Kolda im westafrikanischen Staat Senegal.

## Beschreibung
Der Gambia verlässt hier bei Barrakunda, vom Fouta Djallon in Guinea kommend, das Gebirgsland und tritt mit den Stromschnellen Barrakunda Falls in die breite und ebene Küstenzone ein. Nach ungefähr acht Kilometern erreicht der Gambia flussabwärts das Staatsgebiet von Gambia.
Der portugiesische Entdecker Diogo Gomes war der erste Europäer, der 1457 den Gambia bis zu diesen Stromschnellen befuhr.